# 2012 (film)
2012 – amerykańsko-kanadyjski katastroficzny film science-fiction, wyreżyserowany przez Rolanda Emmericha. Polska premiera odbyła się 11 listopada, a w USA 13 listopada 2009 roku.

## Fabuła
Akcja filmu rozpoczyna się w 2009 r. Naukowcy odkrywają na Słońcu silne burze słoneczne. Z ich wyliczeń wynika, że będzie to miało niebezpieczne skutki dla Ziemi i że jest to zapowiedź katastrofalnych zdarzeń. Nie wszyscy akceptują jednak teorię o wielkiej szkodliwości i przewidywalnych skutkach burz dla klimatu i całej Ziemi. O zagrożeniu powiadomiony zostaje prezydent USA.
W roku 2010 w Kolumbii Brytyjskiej zostaje zwołany szczyt państw G8, na którym mają zostać omówione sposoby przeciwdziałania skutkom zbliżającej się klęski. Jednocześnie w regionie Tybetu rozpoczyna się budowa gigantycznych zapór i tam. Wiadomo, że podczas szczytu zdecydowano o budowie statków na wzór Arki Noego. W razie kataklizmu schronienie na nich mieli znaleźć najbogatsi mieszkańcy Ziemi oraz elita światowych polityków. Po cofnięciu się skutków katastrofy mieliby oni zająć się odtworzeniem populacji ludzi na Ziemi.
Akcja przenosi się do 2012 roku. Na zachodnim wybrzeżu Stanów Zjednoczonych mają miejsce liczne trzęsienia ziemi, wyniku których skorupa ziemska zaczyna ulegać powolnej destabilizacji. W tym czasie Jackson Curtis wybiera się z dziećmi na wycieczkę do Parku Yellowstone. Podczas wycieczki dochodzi do katastrofalnego trzęsienia ziemi, które początkowo obejmuje zachodnie wybrzeże Stanów, a następnie rozchodzi się na całą skorupę ziemską.

## Obsada
- John Cusack – Jackson Curtis
- Amanda Peet – Kate Curtis
- Liam James – Noah Curtis
- Morgan Lily – Lilly Curtis
- Tom McCarthy – Gordon Silberman
- Danny Glover – Thomas Wilson, prezydent USA
- Thandie Newton – Laura Wilson, córka prezydenta
- Chiwetel Ejiofor – Adrian Helmsley
- Oliver Platt – Carl Anheuser
- Woody Harrelson – Charlie Frost
- Zlatko Burić – Jurij Karpow
- Beatrice Rosen – Tamara
- Johann Urb – Sasha
- Jimi Mistry – Satnam Tsurutani
- Blu Mankuma − Harry Helmsley
- George Segal − Tony Delgatto
- Stephen McHattie − kapitan Michaels
- Ryan McDonald − Scotty
- John Billingsley − profesor West

## Odbiór
Na początku 2011 roku NASA uznała film za najgłupszy film fantastycznonaukowy.